# Nati il 28 aprile
| Questa pagina contiene informazioni ricavate automaticamente dalle voci biografiche con l'ausilio del template Bio e di un bot. L'aggiornamento è periodico e automatico e ricostruisce completamente la pagina. Se manca una persona in questa lista, sei pregato di non aggiungerla, ma accertati piuttosto che la sua voce biografica contenga il template Bio e che i dati anagrafici siano correttamente compilati. Se il template Bio manca, inseriscilo tu stesso o, in alternativa, metti l'avviso {{tmp\|Bio}} che ne segnala la mancanza. Se i dati riportati sono sbagliati, correggi direttamente la voce biografica; le modifiche saranno visibili in questa lista entro pochi giorni. Per chiarimenti vedi il progetto biografie. La lista contiene solo le 1.099 persone che sono citate nell'enciclopedia e per le quali è stato implementato correttamente il template Bio. Pagina aggiornata al 17 ago 2025. |

## I secolo(1)
- 32 - Otone, imperatore romano († 69)

## VIII secolo(1)
- 792 - Abd al-Rahman II ibn al-Hakam, emiro († 852)

## XV secolo(2)
- 1402 - Acolmiztli Nezahualcóyotl, poeta († 1472)
- 1442 - Edoardo IV d'Inghilterra, re († 1483)

## XVI secolo(6)
- 1541 - Mustafa Âlî, storico ottomano († 1600)
- 1545 - Yi Sun-sin, ammiraglio coreano († 1598)
- 1557 - François de Châtillon, militare francese († 1591)
- 1568 - Teodosio II di Braganza, duca portoghese († 1630)
- 1573 - Carlo di Valois-Angoulême, nobile († 1650)
- 1589 - Margherita di Savoia, duchessa italiana († 1655)

## XVII secolo(11)
- 1612 - Odoardo I Farnese, duca († 1646)
- 1652 - Maddalena Sibilla d'Assia-Darmstadt, nobile tedesca († 1712)
- 1657 - Carlo Borromeo Arese, nobile e politico italiano († 1734)
- 1662 - Aurora von Königsmarck, religiosa tedesca († 1728)
- 1665 - Pier Jacopo Martello, poeta e drammaturgo italiano († 1727)
- 1669 - Aurora Sanseverino, nobildonna, poetessa e mecenate italiana († 1726)
- 1673 - Claude Gillot, pittore francese († 1722)
- 1678 - Agapito Mosca, cardinale italiano († 1760)
- 1688 - Giacomo Antonio Boni, pittore italiano († 1766)
- 1691 - Josef Antonín Planický, compositore boemo († 1732)
- 1697 - Károly Batthyány, generale e politico ungherese († 1772)

## XVIII secolo(36)
- 1702 - Carlo Massimiliano di Dietrichstein, nobile boemo († 1784)
- 1715 - Joaquín Diego de Zúñiga, nobile spagnolo († 1777)
- 1716 - Cesare Ligari, pittore italiano († 1770)
- 1718 - John Waldegrave, III conte Waldegrave, politico e generale inglese († 1784)
- 1728 - Angelo Fumagalli, abate e storico italiano († 1804)
- 1735 - Vincenzo Labini, arcivescovo cattolico italiano († 1807)
- 1735 - Giovanni Valesi, tenore tedesco († 1816)
- 1742 - Henry Dundas, I visconte Melville, giurista e politico scozzese († 1811)
- 1752 - Matsumura Goshun, pittore giapponese († 1811)
- 1753 - Franz Karl Achard, scienziato tedesco († 1821)
- 1754 - Ferenc Széchényi, nobile e politico ungherese († 1820)
- 1756 - Thomas Pelham, II conte di Chichester, nobile e politico inglese († 1826)
- 1758 - James Monroe, politico e militare statunitense († 1831)
- 1760 - Jean-Denis Barbié du Bocage, geografo e cartografo francese († 1825)
- 1761 - Marie Harel, inventrice francese († 1844)
- 1761 - Jacques Villeré, politico statunitense († 1830)
- 1765 - Sylvestre François Lacroix, matematico francese († 1843)
- 1766 - Giovanni Domenico Anguillesi, letterato italiano († 1833)
- 1766 - Pietro Domenico Polfranceschi, politico e generale italiano († 1845)
- 1772 - John Lambert, generale britannico († 1847)
- 1772 - Friedrich Majer, storico e orientalista tedesco († 1818)
- 1773 - Bernard Dubourdieu, ufficiale francese († 1811)
- 1774 - Francis Baily, astronomo britannico († 1844)
- 1774 - Manuel Piar, generale venezuelano († 1817)
- 1777 - José Primo de Rivera, militare e politico spagnolo († 1853)
- 1778 - Adriaan van der Hoop, banchiere olandese († 1854)
- 1779 - Simon Bernard, generale, politico e nobile francese († 1839)
- 1783 - John Lee, astronomo, matematico e numismatico britannico († 1866)
- 1785 - Prospero Luigi d'Arenberg, militare belga († 1861)
- 1787 - Jacques Mallet, politico e ingegnere francese († 1869)
- 1794 - Miklós Jósika, scrittore ungherese († 1865)
- 1795 - Charles Sturt, esploratore britannico († 1869)
- 1798 - Johann August Krafft, pittore e incisore tedesco († 1829)
- 1799 - Luigi Tinelli, patriota, imprenditore e diplomatico italiano († 1872)
- 1800 - Christophe Michel Roguet, generale e politico francese († 1877)
- 1800 - Alessandro Romani, pittore italiano († 1854)

## XIX secolo(153)
- 1801 - Anthony Ashley-Cooper, VII conte di Shaftesbury, politico e filantropo inglese († 1885)
- 1803 - Bernardo Prudencio Berro, politico e scrittore uruguaiano († 1868)
- 1804 - Ernest Jaime, drammaturgo, litografo e storico dell'arte francese († 1884)
- 1806 - Rudolf Christian Böttger, chimico e fisico tedesco († 1881)
- 1806 - Jules de Laveaucoupet, generale francese († 1892)
- 1806 - Aquilla Smith, antiquario e numismatico irlandese († 1890)
- 1807 - Maximilien Melleville, storico e letterato francese († 1872)
- 1807 - Francesco Sturbinetti, avvocato, politico e patriota italiano († 1865)
- 1811 - Stanislao Bianciardi, pedagogista italiano († 1868)
- 1812 - Giovanni Nobili, gesuita e missionario italiano († 1856)
- 1814 - Louis Madeleine Edouard Dupin de Saint-Andrè, militare francese († 1866)
- 1814 - Alessandro Porro, politico italiano († 1879)
- 1815 - Karl von Blaas, pittore austriaco († 1894)
- 1818 - Josef Philippovich von Philippsberg, generale austriaco († 1889)
- 1819 - Ezra Abbot, biblista statunitense († 1884)
- 1822 - Hugues Merle, pittore francese († 1881)
- 1827 - Angelo Trezzini, pittore, poeta e illustratore svizzero († 1904)
- 1828 - Luigi Amabile, medico, storico e politico italiano († 1892)
- 1829 - Giovanni Barracco, politico e alpinista italiano († 1914)
- 1829 - Charles Bourseul, inventore francese († 1912)
- 1830 - Alessandro Centurini, politico italiano († 1916)
- 1831 - Félix Pisani, mineralogista francese († 1920)
- 1831 - Peter Guthrie Tait, fisico scozzese († 1901)
- 1832 - Enrico Combi, architetto e ingegnere italiano († 1906)
- 1832 - Henry Vasnier, collezionista d'arte francese († 1907)
- 1833 - Ferdinando Avogadro di Collobiano, politico italiano († 1904)
- 1833 - Pietro Faitini, scultore italiano († 1902)
- 1834 - Louis Ruchonnet, politico svizzero († 1893)
- 1837 - Henry Becque, drammaturgo francese († 1899)
- 1838 - Tobias Michael Carel Asser, giurista olandese († 1913)
- 1838 - Charles Lullier, militare francese († 1891)
- 1841 - Adolphe Assi, operaio e attivista francese († 1886)
- 1841 - Carl Göring, scacchista e filosofo tedesco († 1879)
- 1842 - Gastone d'Orléans, nobile francese († 1922)
- 1843 - Alfonso Ridola, magistrato e giurista italiano († 1917)
- 1844 - Eusebio Blasco, scrittore, giornalista e poeta spagnolo († 1903)
- 1846 - Oskar Backlund, astronomo svedese († 1916)
- 1846 - Frank Hatton, politico statunitense († 1894)
- 1847 - Napoleone Colajanni, politico e saggista italiano († 1921)
- 1847 - Adelaide Neilson, attrice teatrale inglese († 1880)
- 1848 - Ludvig Schytte, pianista e compositore danese († 1909)
- 1849 - Augusto Aubry, ammiraglio e politico italiano († 1912)
- 1851 - Vital Aza, commediografo e giornalista spagnolo († 1912)
- 1851 - Pelham von Donop, calciatore inglese († 1921)
- 1853 - Jules Comby, pediatra francese († 1947)
- 1853 - Victor Grosvenor, conte di Grosvenor, nobile inglese († 1884)
- 1854 - Hertha Marks Ayrton, ingegnera, matematica e fisica britannica († 1923)
- 1855 - José Malhoa, pittore portoghese († 1933)
- 1855 - Mario Nicolis di Robilant, generale e politico italiano († 1943)
- 1856 - Karl Heider, zoologo austriaco († 1935)
- 1857 - Edwin Luntley, calciatore inglese († 1921)
- 1858 - Cesare Pascarella, poeta e pittore italiano († 1940)
- 1859 - Auguste Albert, velista francese († 1915)
- 1860 - Enrico Rebuschini, presbitero italiano († 1938)
- 1861 - Giorgio Ceragioli, pittore, scultore e decoratore italiano († 1947)
- 1862 - Vittorio Pica, scrittore e critico d'arte italiano († 1930)
- 1863 - Giuseppe Castellucci, architetto italiano († 1939)
- 1864 - Rudolf Rössler, pittore e illustratore austriaco († 1934)
- 1865 - Eric Mayne, attore statunitense († 1947)
- 1868 - Émile Bernard, pittore francese († 1941)
- 1868 - Ferdinando Livini, medico italiano († 1947)
- 1868 - Bartolomeo Nogara, archeologo e filologo italiano († 1954)
- 1868 - Hélène de Pourtalès, velista svizzera († 1945)
- 1868 - Georgij Feodos'evič Voronoj, matematico russo († 1908)
- 1869 - André Cresson, filosofo francese († 1950)
- 1869 - Céline Martin, monaca cristiana francese († 1959)
- 1869 - Bertram Goodhue, architetto statunitense († 1924)
- 1869 - Frances Hodgkins, pittrice neozelandese († 1947)
- 1869 - Alfred Hofstetter, politico e avvocato svizzero († 1955)
- 1869 - Angelo Vernazza, pittore italiano († 1937)
- 1869 - Clement Calhoun Young, politico statunitense († 1947)
- 1870 - Ettore Felice Camerino, antiquario italiano († 1944)
- 1870 - Gino Sarrocchi, politico italiano († 1950)
- 1870 - August Schmierer, rugbista a 15 tedesco
- 1872 - Carl Bonde, cavaliere svedese († 1957)
- 1874 - Karl Kraus, scrittore, giornalista e aforista austriaco († 1936)
- 1874 - Sidney Toler, attore, baritono e drammaturgo statunitense († 1947)
- 1874 - Heinrich Weinel, teologo tedesco († 1936)
- 1875 - Henry Beresford, VI marchese di Waterford, ufficiale irlandese († 1911)
- 1875 - Augusta Maria di Baviera, nobile tedesca († 1964)
- 1876 - Nicola Romeo, ingegnere e imprenditore italiano († 1938)
- 1877 - Ferdinand Stanislaus Pawlikowski, arcivescovo cattolico austriaco († 1956)
- 1878 - Lionel Barrymore, attore e regista statunitense († 1954)
- 1878 - Daniel Fortea, chitarrista spagnolo († 1953)
- 1878 - Levi Yitzchak Schneerson, rabbino, mistico e educatore bielorusso († 1944)
- 1880 - Francesco Ciccotti Scozzese, giornalista e politico italiano († 1937)
- 1880 - Giuseppe Tallarico, medico e politico italiano († 1965)
- 1880 - Francesco Tonolini, militare italiano († 1918)
- 1882 - Alberto Pirelli, dirigente d'azienda e imprenditore italiano († 1971)
- 1882 - Marcello Soleri, politico e militare italiano († 1945)
- 1883 - Gabrielle Ray, attrice, ballerina e cantante britannica († 1973)
- 1883 - Prudencio della Croce, presbitero spagnolo († 1936)
- 1884 - William Garwood, attore e regista statunitense († 1950)
- 1884 - Robert Newhard, direttore della fotografia statunitense († 1945)
- 1886 - Raffaele Ottani, politico italiano († 1978)
- 1886 - Erich Salomon, fotografo tedesco († 1944)
- 1886 - Costantino Salvi, generale italiano († 1945)
- 1886 - Robert Saundby, generale e aviatore inglese († 1971)
- 1886 - Arthur Shaw, ostacolista statunitense († 1955)
- 1887 - Thomas Valentin Aass, politico e velista norvegese († 1961)
- 1888 - Harry Crerar, generale canadese († 1965)
- 1888 - Erik de Laval, pentatleta svedese († 1973)
- 1889 - Carlo Anti, archeologo italiano († 1961)
- 1889 - Wilhelm Berlin, generale tedesco († 1987)
- 1889 - Charles-Gustave Kuhn, cavaliere svizzero († 1952)
- 1889 - Takeo Kurita, ammiraglio giapponese († 1977)
- 1889 - António de Oliveira Salazar, politico e economista portoghese († 1970)
- 1889 - Bryant Washburn, attore e produttore cinematografico statunitense († 1963)
- 1891 - Isak Abrahamsen, ginnasta norvegese († 1972)
- 1891 - Karl-Adolf Hollidt, generale e criminale di guerra tedesco († 1985)
- 1891 - Antonin-Fernand Drapier, arcivescovo cattolico francese († 1967)
- 1891 - Boris Iofan, architetto sovietico († 1976)
- 1891 - Reuben Levy, iranista e islamista gallese († 1966)
- 1891 - Friedrich Weißler, giurista tedesco († 1937)
- 1892 - Enrico Damiani, slavista e traduttore italiano († 1953)
- 1892 - John Jacob Niles, musicista, cantautore e compositore statunitense († 1980)
- 1892 - Frank Scully, giornalista e scrittore statunitense († 1964)
- 1892 - Luigi Varanini, militare italiano († 1914)
- 1893 - Pietro Gerardo Jansen, navigatore e scrittore italiano († 1963)
- 1893 - Ettore Quaglierini, antifascista italiano († 1953)
- 1893 - Carl Peter Vaernet, medico danese († 1965)
- 1893 - Enrico Zambonini, anarchico italiano († 1944)
- 1894 - Fritz Freitag, generale tedesco († 1945)
- 1894 - Carlo Maggi, calciatore italiano
- 1894 - Paolo Molnar C., pittore e incisore ungherese († 1981)
- 1894 - Warren Newcombe, effettista statunitense († 1960)
- 1894 - Teodor Regedziński, scacchista polacco († 1954)
- 1894 - Bruno Roghi, giornalista italiano († 1962)
- 1895 - Ottone Rosai, pittore italiano († 1957)
- 1895 - Guido Secreto, politico italiano († 1985)
- 1896 - Antonio Blanco, calciatore argentino
- 1896 - Aimo Lahti, inventore finlandese († 1970)
- 1896 - Jone Morino, attrice italiana († 1978)
- 1896 - Na Hye-sok, pittrice, scrittrice e poetessa coreana († 1948)
- 1896 - Mary Tibaldi Chiesa, scrittrice, traduttrice e politica italiana († 1968)
- 1897 - Felix Bernard, compositore e pianista statunitense († 1944)
- 1897 - Nino Valeri, storico italiano († 1978)
- 1897 - Ye Jianying, politico e generale cinese († 1986)
- 1898 - Nicola De Pirro, dirigente pubblico e giornalista italiano († 1979)
- 1898 - Dimităr Ganev, politico bulgaro († 1964)
- 1898 - Giustino Valmarana, politico italiano († 1977)
- 1899 - Cesare Cerati, giornalista italiano († 1969)
- 1899 - Len Davies, calciatore e allenatore di calcio gallese († 1945)
- 1899 - Giuseppe Marini, ammiraglio italiano († 1969)
- 1899 - Salvatore Russo, politico italiano († 1980)
- 1900 - Bruno Apitz, scrittore e sceneggiatore tedesco († 1979)
- 1900 - Renato Foresti, pittore e dirigente d'azienda italiano († 1973)
- 1900 - William Herald, nuotatore australiano († 1976)
- 1900 - Heinrich Müller, generale e poliziotto tedesco
- 1900 - Jan Oort, astronomo olandese († 1992)
- 1900 - Antonieta Rivas Mercado, scrittrice messicana († 1931)
- 1900 - Emil Seifert, calciatore cecoslovacco († 1973)
- 1900 - Maurice Thorez, politico francese († 1964)

## XX secolo(852)
- 1901 - Weaver W. Adams, scacchista statunitense († 1963)
- 1901 - Dario Chiaradia, militare italiano († 1943)
- 1901 - Daniel Fernández Crespo, politico uruguaiano († 1964)
- 1901 - Needham Roberts, militare statunitense († 1949)
- 1901 - Henry Stallard, mezzofondista britannico († 1973)
- 1901 - Giuseppe Vastapane, imprenditore italiano († 1985)
- 1901 - Edmond De Weck, calciatore svizzero († 1977)
- 1902 - Johan Borgen, scrittore, giornalista e critico letterario norvegese († 1979)
- 1902 - Raffaele Scorzoni, arbitro di calcio italiano († 1975)
- 1903 - Willis Edwards, calciatore e allenatore di calcio inglese († 1988)
- 1903 - Enzo Nenci, scultore e disegnatore italiano († 1972)
- 1903 - Domenico Pucci, progettista italiano († 1980)
- 1903 - August Zehender, generale tedesco († 1945)
- 1904 - Elvio Banchero, calciatore italiano († 1982)
- 1904 - Umberto Borla, generale e partigiano italiano († 1995)
- 1904 - Carlo Petrangeli, attore italiano († 1974)
- 1904 - Elisabeth Schumacher, artista tedesca († 1942)
- 1904 - Bryan Edgar Wallace, scrittore britannico († 1971)
- 1905 - Alexander Bülow, militare tedesco
- 1905 - Valentino Cesarin, imprenditore e dirigente sportivo italiano († 1986)
- 1905 - George Kelly, psicologo statunitense († 1967)
- 1906 - Tony Accardo, mafioso statunitense († 1992)
- 1906 - Bart Bok, astronomo olandese († 1983)
- 1906 - Otto Fleischmann, calciatore cecoslovacco († 1950)
- 1906 - Kurt Gödel, logico, matematico e filosofo austriaco († 1978)
- 1906 - Ragnar Pedersen, calciatore norvegese († 1984)
- 1906 - Richard Rado, matematico tedesco († 1989)
- 1907 - Alec Cheyne, calciatore e allenatore di calcio scozzese († 1983)
- 1907 - Otto Hofmann, pittore tedesco († 1996)
- 1907 - Raymond Braine, calciatore belga († 1978)
- 1907 - Henri Michel, storico francese († 1986)
- 1907 - Zoja Ivanovna Voskresenskaja, diplomatica, agente segreta e scrittrice sovietica († 1992)
- 1908 - Ethel Catherwood, altista canadese († 1987)
- 1908 - Antonio Gentilini, pittore italiano († 1977)
- 1908 - Carl Laemmle Jr., produttore cinematografico statunitense († 1979)
- 1908 - Oskar Schindler, imprenditore e filantropo tedesco († 1974)
- 1909 - Marjorie Kane, attrice statunitense († 1992)
- 1909 - Heinz Steinschulte, cestista tedesco
- 1909 - Vincenzo Talarico, giornalista, sceneggiatore e attore italiano († 1972)
- 1910 - Sergio Bonfantini, pittore italiano († 1989)
- 1910 - Deng Hua, politico e generale cinese († 1980)
- 1910 - Luciana Dolliver, cantante italiana († 1982)
- 1910 - Karin Hardt, attrice tedesca († 1992)
- 1910 - Georgs Kabuls, calciatore e hockeista su ghiaccio lettone
- 1910 - Luigi Michelini Tocci, bibliotecario e storico dell'arte italiano († 2000)
- 1910 - Alice von Platen, psichiatra tedesca († 2008)
- 1910 - György Páros, compositore di scacchi ungherese († 1975)
- 1911 - Tullio Duimovich, calciatore e allenatore di calcio italiano
- 1911 - Lee Falk, fumettista statunitense († 1999)
- 1911 - Luigi Ferrando, ciclista su strada e ciclocrossista italiano († 2003)
- 1911 - Gertrude Messinger, attrice statunitense († 1995)
- 1912 - Alberto Amato, cantante e attore italiano († 2006)
- 1912 - Francesco Cocco Ortu, politico e avvocato italiano († 1969)
- 1912 - Walter Crook, allenatore di calcio e calciatore inglese († 1988)
- 1912 - Werner Haftmann, storico dell'arte tedesco († 1999)
- 1912 - Odette Hallowes, ufficiale e agente segreto francese († 1995)
- 1912 - Øivind Holmsen, calciatore norvegese († 1996)
- 1912 - Villijs Kacs, calciatore lettone († 1941)
- 1912 - Elia Piazzano, calciatore italiano
- 1912 - Kaneto Shindō, regista e sceneggiatore giapponese († 2012)
- 1913 - Reg Butler, scultore inglese († 1981)
- 1913 - Mathieu Cardynaels, ciclista su strada belga († 2001)
- 1913 - Luisa Gallotti Balboni, politica italiana († 1979)
- 1913 - Rudolf Geiter, calciatore austriaco († 1978)
- 1913 - Giovanni Antonio Rocco, religioso italiano († 2003)
- 1914 - Alessandro Bardelli, canottiere italiano († 2009)
- 1914 - Giovanni Dioguardi, mafioso statunitense († 1979)
- 1914 - Michel Mohrt, editore, scrittore e saggista francese († 2011)
- 1914 - Carlo Ravizzoli, calciatore italiano († 1989)
- 1914 - Ezio Varisco, cestista italiano († 1942)
- 1915 - Joan Field, violinista statunitense († 1988)
- 1916 - Ferruccio Lamborghini, imprenditore italiano († 1993)
- 1916 - Rune Lindström, drammaturgo, attore e poeta svedese († 1973)
- 1917 - Robert Anderson, sceneggiatore, scrittore e produttore teatrale statunitense († 2009)
- 1917 - Robert Cornthwaite, attore statunitense († 2006)
- 1917 - Louisette Malherbaud, schermitrice francese († 1999)
- 1917 - Alfred Mann, musicologo tedesco († 2006)
- 1918 - Gunnar Dahlen, calciatore norvegese († 2004)
- 1918 - Curt Keller, calciatore francese († 1992)
- 1918 - Karl-Eduard von Schnitzler, conduttore televisivo tedesco († 2001)
- 1918 - Rodger Wilton Young, militare statunitense († 1943)
- 1919 - Vittorio Bonicelli, sceneggiatore e critico cinematografico italiano († 1994)
- 1919 - Vittorio Gandolfi, architetto e urbanista italiano († 1999)
- 1919 - Boris Gojchman, pallanuotista sovietico († 2005)
- 1919 - Franco Rossi, regista, sceneggiatore e direttore del doppiaggio italiano († 2000)
- 1919 - Kurt Wires, canoista finlandese († 1992)
- 1919 - Piero Zuffi, scenografo italiano († 2006)
- 1920 - Emilio Casalini, partigiano italiano († 1944)
- 1921 - Iacopo Barsotti, matematico italiano († 1987)
- 1921 - Whitey Dienelt, cestista statunitense († 1990)
- 1921 - Simin Dāneshvar, scrittrice e traduttrice iraniana († 2012)
- 1921 - Sandro Sinigaglia, poeta e partigiano italiano († 1990)
- 1922 - Frederico Barrigana, calciatore portoghese († 2007)
- 1922 - Pino Cerami, ciclista su strada italiano († 2014)
- 1922 - Aldo Checchetti, calciatore italiano
- 1922 - Eduardo Folle, cestista uruguaiano († 1994)
- 1922 - Alfonso Montemayor, allenatore di calcio e calciatore messicano († 2012)
- 1922 - Tahir İsrafil oğlu İsayev, militare, partigiano e guerrigliero sovietico († 2001)
- 1923 - Zərifə Əliyeva, oculista sovietica († 1985)
- 1923 - Michel Delahoutre, storico delle religioni francese († 2014)
- 1923 - Luisa Della Noce, attrice italiana († 2008)
- 1923 - José María Jarabo, serial killer spagnolo († 1959)
- 1923 - Adele Mara, attrice statunitense († 2010)
- 1923 - Dino Trabalzini, arcivescovo cattolico italiano († 2003)
- 1923 - Bruno Zumino, fisico italiano († 2014)
- 1924 - Dick Ayers, fumettista statunitense († 2014)
- 1924 - Donatas Banionis, attore lituano († 2014)
- 1924 - Kenneth Kaunda, politico zambiano († 2021)
- 1924 - Sante Pedrelli, poeta e sindacalista italiano († 2017)
- 1924 - Mario Santi, politico italiano († 2018)
- 1924 - Davy Walsh, calciatore irlandese († 2016)
- 1925 - Luis Cruz, calciatore uruguaiano († 1998)
- 1925 - Bruce Kirby, attore statunitense († 2021)
- 1925 - Giuseppe Maffioli, autore televisivo, attore e gastronomo italiano († 1985)
- 1925 - Adelio Pagliarani, partigiano italiano († 1944)
- 1925 - Roger Williams Wescott, antropologo e linguista statunitense († 2000)
- 1925 - Amos Zanibelli, politico italiano († 1985)
- 1926 - Harper Lee, scrittrice statunitense († 2016)
- 1926 - Wolfango Peretti Poggi, pittore italiano († 2017)
- 1927 - Erich Bohuslav, pallanuotista austriaco († 1961)
- 1927 - Giovanni Casola, politico italiano († 2013)
- 1927 - Ed Earle, cestista statunitense († 2009)
- 1927 - William Lewis Moore, attivista statunitense († 1963)
- 1928 - Obrad Belošević, arbitro di pallacanestro jugoslavo († 1986)
- 1928 - Hubert Damisch, filosofo e critico d'arte ceco († 2017)
- 1928 - Charlene Holt, attrice statunitense († 1996)
- 1928 - Frank Horvat, fotografo italiano († 2020)
- 1928 - Ivan Kizimov, cavaliere sovietico († 2019)
- 1928 - Yves Klein, artista francese († 1962)
- 1928 - Manuel Muñoz, calciatore cileno († 2022)
- 1928 - Eugene Shoemaker, geologo statunitense († 1997)
- 1929 - Bhanu Athaiya, costumista indiana († 2020)
- 1929 - Eros Kara, fumettista e pittore italiano († 2011)
- 1929 - Evangelina Elizondo, attrice e cantante messicana († 2017)
- 1929 - Guðmundur Ingólfsson, nuotatore islandese († 1987)
- 1929 - Hans-Werner Seher, pallanuotista tedesco († 2005)
- 1930 - James Baker, politico statunitense
- 1930 - Enrico Cuoghi, calciatore italiano († 2019)
- 1930 - Tullio Ghersetich, calciatore italiano († 2020)
- 1930 - Carolyn Jones, attrice statunitense († 1983)
- 1930 - Ignacio Poletti, cestista argentino († 2023)
- 1930 - Richard C. Sarafian, regista e attore statunitense († 2013)
- 1930 - Paul Vecchiali, regista, sceneggiatore e scrittore francese († 2023)
- 1931 - Abramo Barosso, fumettista italiano († 2013)
- 1931 - Richard Gardner, psichiatra forense e scrittore statunitense († 2003)
- 1931 - Dumitru Macri, calciatore e allenatore di calcio rumeno († 2024)
- 1931 - Takashi Mizuno, ex calciatore giapponese
- 1932 - Sven Lindqvist, scrittore svedese († 2019)
- 1932 - Alziro Molin, alpinista italiano († 2023)
- 1932 - Américo Murolo, calciatore brasiliano († 2014)
- 1932 - Ramiro Valdés, politico, rivoluzionario e militare cubano
- 1933 - Ramón Búa Otero, vescovo cattolico spagnolo († 2012)
- 1933 - Horst Faas, fotografo tedesco († 2012)
- 1934 - Ferruccio Casacci, attore e regista italiano († 2011)
- 1934 - James R. Flynn, psicologo statunitense († 2020)
- 1934 - Diane Johnson, scrittrice statunitense
- 1934 - Riccardo Pizzuti, attore e stuntman italiano
- 1934 - Lois Duncan, scrittrice statunitense († 2016)
- 1935 - Arnold Midgley, sciatore alpino e dirigente sportivo canadese († 2023)
- 1935 - Ercole Pignatelli, pittore e scultore italiano
- 1935 - Giuseppe Vita, dirigente d'azienda italiano
- 1936 - Tareq Aziz, politico e diplomatico iracheno († 2015)
- 1936 - Arnold Esch, storico tedesco
- 1936 - Per Martinsen, calciatore norvegese († 2021)
- 1936 - Antonio Palafox, ex tennista e allenatore di tennis messicano
- 1936 - Vladimir Saraev, calciatore sovietico († 2010)
- 1936 - John Tchicai, sassofonista e compositore danese († 2012)
- 1937 - Giancarlo Beltrami, calciatore e dirigente sportivo italiano († 2022)
- 1937 - Beppe Chierici, cantautore, attore e cabarettista italiano
- 1937 - Saddam Hussein, politico e militare iracheno († 2006)
- 1937 - Mascarenhas, calciatore portoghese († 2015)
- 1937 - Giacomo Rizzolatti, neuroscienziato italiano
- 1937 - Vincenzo Vigiano, politico italiano
- 1937 - John Anderson White, calciatore scozzese († 1964)
- 1937 - Karl von Wendt, pilota automobilistico tedesco († 2006)
- 1938 - Viktor Bannikov, calciatore sovietico († 2001)
- 1938 - Claudio Sabattini, sindacalista italiano († 2003)
- 1938 - Madge Sinclair, attrice giamaicana († 1995)
- 1939 - Luigi Cremonini, imprenditore italiano
- 1939 - Burkhard Driest, attore, sceneggiatore e produttore cinematografico tedesco († 2020)
- 1939 - Halina Sikorzyńska, ex cestista polacca
- 1939 - Hank Whitney, cestista statunitense († 2020)
- 1939 - Emily Yancy, attrice statunitense
- 1939 - Michiyo Yasuda, animatrice giapponese († 2016)
- 1940 - Rauno Ailus, ex cestista finlandese
- 1940 - Bjarne Andersson, fondista svedese († 2004)
- 1940 - Paul Hogue, cestista statunitense († 2009)
- 1940 - Valerij Maslov, calciatore sovietico († 2017)
- 1940 - Carlo Rancati, ciclista su strada e pistard italiano († 2012)
- 1940 - Giuliano Segre, economista italiano
- 1941 - Lucien Aimar, ex ciclista su strada e pistard francese
- 1941 - Eliakim Araújo, giornalista brasiliano († 2016)
- 1941 - Indus Arthur, attrice statunitense († 1984)
- 1941 - Sauro Bufalini, cestista e allenatore di pallacanestro italiano († 2012)
- 1941 - Peter Kunter, calciatore tedesco († 2024)
- 1941 - Libero Mancuso, ex magistrato e politico italiano
- 1941 - Robert Mifka, cestista cecoslovacco († 2018)
- 1941 - Vittorio Moretti, imprenditore italiano
- 1941 - Ann-Margret, attrice e cantante svedese
- 1941 - Flynn Robinson, cestista statunitense († 2013)
- 1941 - 'Mamohato Bereng Seeiso, regina lesothiana († 2003)
- 1941 - Barry Sharpless, chimico statunitense
- 1942 - Rudi Fuchs, storico dell'arte olandese
- 1942 - Great Kojika, wrestler giapponese
- 1942 - Ugo Martinat, politico italiano († 2009)
- 1942 - Francisco Rico, critico letterario e ispanista spagnolo († 2024)
- 1943 - Laura Angiulli, regista teatrale e sceneggiatrice italiana
- 1943 - John Oliver Creighton, ex astronauta statunitense
- 1943 - Mariarosa Dalla Costa, sociologa e scrittrice italiana
- 1943 - Rita Di Lernia, attrice e doppiatrice italiana
- 1943 - Jacques Dutronc, cantante, compositore e attore francese
- 1943 - John Fairchild, ex cestista statunitense
- 1943 - Karl Johan Johannessen, ex calciatore norvegese
- 1943 - Beba Loncar, attrice jugoslava
- 1943 - Ivan Nagy, ballerino e direttore artistico ungherese († 2014)
- 1943 - Wilfride Piollet, ballerina e coreografa francese († 2015)
- 1943 - Mats Svensson, ex nuotatore svedese
- 1943 - Yoav Talmi, direttore d'orchestra e compositore israeliano
- 1943 - Jeffrey Tate, direttore d'orchestra e medico britannico († 2017)
- 1944 - Ivan Hlevnjak, calciatore croato († 2015)
- 1944 - Gaoussou Koné, ex velocista ivoriano
- 1944 - Elizabeth LeCompte, regista statunitense
- 1944 - Mishake Muyongo, rivoluzionario e politico namibiano
- 1944 - Neil Summers, attore e stuntman britannico
- 1944 - Jean-Claude Van Cauwenberghe, politico belga
- 1944 - Günter Verheugen, politico tedesco
- 1945 - Antonino Cinà, mafioso italiano
- 1945 - Angelo Epaminonda, mafioso e collaboratore di giustizia italiano († 2016)
- 1945 - José Carlos Bernardo, calciatore brasiliano († 2018)
- 1945 - Willy Vekemans, ciclista su strada belga
- 1946 - Piergiovanni Alleva, giurista italiano
- 1946 - Ginette Reno, cantante, attrice e conduttrice televisiva canadese
- 1946 - Manfred Wieczorke, chitarrista e tastierista tedesco
- 1947 - Tom Barrack, imprenditore e ambasciatore statunitense
- 1947 - Claude Carrara, ex calciatore francese
- 1947 - Christian Jacq, scrittore, egittologo e saggista francese
- 1947 - Steve Khan, chitarrista statunitense
- 1947 - Marco Santagata, scrittore, critico letterario e storico della letteratura italiano († 2020)
- 1947 - Adriano Savio, numismatico italiano
- 1947 - Ken St. Andre, autore di giochi e scrittore statunitense
- 1947 - Ad Visser, conduttore televisivo e cantante olandese
- 1947 - Carlo Vizzini, politico italiano
- 1948 - Dorothée Berryman, attrice e conduttrice radiofonica canadese
- 1948 - Terry Pratchett, scrittore britannico († 2015)
- 1948 - Mike Renshaw, calciatore e allenatore di calcio inglese († 2021)
- 1948 - Marcia Strassman, attrice statunitense († 2014)
- 1949 - Jerome Apt, ex astronauta e fisico statunitense
- 1949 - Cabinho, allenatore di calcio e ex calciatore brasiliano
- 1949 - Alan Chesney, ex hockeista su prato neozelandese
- 1949 - Tom Cole, politico statunitense
- 1949 - Bambi Fossati, cantante, compositore e chitarrista italiano († 2014)
- 1949 - Paul Guilfoyle, attore statunitense
- 1949 - Pasquale Hamel, scrittore e saggista italiano
- 1949 - Steve Jolliffe, musicista inglese
- 1949 - Bruno Kirby, attore statunitense († 2006)
- 1949 - Christian Neureuther, ex sciatore alpino tedesco
- 1949 - Jean-Noël Pancrazi, scrittore francese
- 1949 - John Francis Toland, matematico irlandese
- 1950 - Željko Bilecki, calciatore jugoslavo († 2023)
- 1950 - Stuart Gillard, regista, sceneggiatore e attore canadese
- 1950 - Jay Leno, conduttore televisivo, autore televisivo e comico statunitense
- 1950 - Vicente Cayetano Rodríguez, allenatore di calcio e ex calciatore argentino
- 1951 - Damião Vaz d'Almeida, politico saotomense
- 1951 - Deodato Scanderebech, politico italiano
- 1951 - Silvi Vrait, cantante estone († 2013)
- 1952 - Ali Abd Allah Ayyub, generale e politico siriano
- 1952 - Walter Ciappi, allenatore di calcio e ex calciatore argentino
- 1952 - Chuck Leavell, tastierista statunitense
- 1952 - Mary McDonnell, attrice statunitense
- 1952 - Armando Selva, politico e manager italiano
- 1952 - Kazuhide Tomonaga, regista, disegnatore e animatore giapponese
- 1952 - Hank Williams, ex cestista statunitense
- 1953 - Roberto Bolaño, scrittore, poeta e saggista cileno († 2003)
- 1953 - Peter Care, regista inglese
- 1953 - Kim Gordon, musicista, compositrice e artista statunitense
- 1953 - Brian Greenhoff, calciatore inglese († 2013)
- 1953 - Maurizio Solieri, chitarrista italiano
- 1954 - Mike Albert, chitarrista statunitense
- 1954 - Gennadij Bessonov, ex sollevatore sovietico
- 1954 - Michael Daugherty, compositore, pianista e docente statunitense
- 1954 - Don Dufek, ex giocatore di football americano statunitense
- 1954 - Dong-Suk Kang, violinista sudcoreano
- 1954 - Mario Miscali, giurista, avvocato e dirigente d'azienda italiano
- 1954 - John Pankow, attore statunitense
- 1954 - Gonzalo de Villa y Vásquez, arcivescovo cattolico spagnolo
- 1955 - Jim Boylan, ex cestista e allenatore di pallacanestro statunitense
- 1955 - Saeb Erekat, diplomatico e politico palestinese († 2020)
- 1955 - Pat Evans, pilota motociclistico statunitense († 1977)
- 1955 - Eddie Jobson, tastierista e violinista britannico
- 1955 - William Kentridge, artista sudafricano
- 1955 - Fabrizio Maffei, giornalista e conduttore televisivo italiano
- 1955 - Dino Marsan, illustratore e artista italiano
- 1955 - Douglas Northway, ex nuotatore statunitense
- 1955 - Giovanni Paganin, pattinatore di velocità su ghiaccio italiano († 1990)
- 1955 - Tobin Sprout, musicista e pittore statunitense
- 1955 - Wilson Whitley, giocatore di football americano statunitense († 1992)
- 1955 - Djamel Zidane, ex calciatore algerino
- 1956 - Bak Giwan, linguista e esperantista sudcoreano
- 1956 - Jimmy Barnes, cantante, chitarrista e compositore britannico
- 1956 - Nanne Bergstrand, allenatore di calcio e ex calciatore svedese
- 1956 - Paolo Bologna, regista, sceneggiatore e scrittore italiano
- 1956 - Göran Edman, cantante svedese
- 1956 - Nancy Lee Grahn, attrice statunitense
- 1956 - Paul Lockhart, ex astronauta statunitense
- 1957 - Bob Bender, ex cestista e allenatore di pallacanestro statunitense
- 1957 - Andrea Berardicurti, attore e attivista italiano († 2018)
- 1957 - Jorge Dávalos, allenatore di calcio e ex calciatore messicano
- 1957 - Léopold Eyharts, astronauta francese
- 1957 - Roberta Faccin, ex cestista italiana
- 1957 - Hans-Christian Günther, filologo classico, grecista e musicologo tedesco († 2023)
- 1957 - Nick The Nightfly, disc jockey, cantante e musicista britannico
- 1957 - Hipólito Rincón, ex calciatore spagnolo
- 1957 - António Sousa, allenatore di calcio e ex calciatore portoghese
- 1958 - Silvio José Báez Ortega, vescovo cattolico nicaraguense
- 1958 - Doris De Agostini, sciatrice alpina svizzera († 2020)
- 1958 - Gene Scheer, cantautore, librettista e paroliere statunitense
- 1958 - Hal Sutton, golfista statunitense
- 1958 - Christopher Young, compositore statunitense
- 1959 - Alessandro Cipriani, compositore italiano
- 1959 - Alessandro Cupisti, ex hockeista su pista e allenatore di hockey su pista italiano
- 1959 - Guido Dussin, politico e architetto italiano
- 1959 - Cassandra Gava, attrice e produttrice cinematografica statunitense
- 1959 - Dainis Kūla, ex giavellottista lettone
- 1959 - Billy Lansdowne, ex calciatore inglese
- 1959 - Erhard Loretan, alpinista svizzero († 2011)
- 1959 - Lucia Romanov, ex tennista rumena
- 1959 - Guido Rossi, ex rugbista a 15 italiano
- 1959 - Richard William Smith, arcivescovo cattolico canadese
- 1959 - Salvo Vaccaro, filosofo italiano
- 1959 - Franz Zumstein, illustratore, fumettista e pittore svizzero
- 1960 - Rui Águas, allenatore di calcio e ex calciatore portoghese
- 1960 - Michael Bordt, filosofo tedesco
- 1960 - Carlo Colombo, ex tiratore a segno italiano
- 1960 - Tommaso Foti, politico italiano
- 1960 - Bruno Germain, ex calciatore francese
- 1960 - Paul Giordimaina, cantante maltese
- 1960 - Martha Hill, ex sciatrice alpina statunitense
- 1960 - Elena Kagan, giurista e magistrato statunitense
- 1960 - Ahmad Mamduhi, esperantista iraniano
- 1960 - Ian Rankin, scrittore britannico
- 1960 - Jón Páll Sigmarsson, sollevatore, culturista e strongman islandese († 1993)
- 1960 - Kiyomi Tsujimoto, politica giapponese
- 1960 - Walter Zenga, allenatore di calcio e ex calciatore italiano
- 1961 - Guido Beltramini, storico dell'architettura italiano
- 1961 - Laura Boldrini, politica italiana
- 1961 - Maye Brandt, modella venezuelana († 1982)
- 1961 - Michele Carbone, generale italiano
- 1961 - John Greig, ex cestista statunitense
- 1961 - Alexander Hanson, attore e cantante britannico
- 1961 - Futoshi Matsunaga, assassino seriale giapponese
- 1961 - Barbara May, attrice austriaca
- 1961 - Anthony McCarten, sceneggiatore, scrittore e drammaturgo neozelandese
- 1961 - Attila Mizsér, ex pentatleta ungherese
- 1961 - Anna Oxa, cantante e conduttrice televisiva italiana
- 1961 - Frédéric Sarre, ex cestista, allenatore di pallacanestro e dirigente sportivo francese
- 1961 - Sylvie Simonetti, ex cestista francese
- 1962 - Luigi Bairo, scrittore italiano
- 1962 - Gerbrand Bakker, scrittore olandese
- 1962 - David Cork, ex calciatore inglese
- 1962 - Maggie De Block, politica e medico belga
- 1962 - Mária Dézsi, cestista ungherese († 2013)
- 1962 - Susanne Klatten, imprenditrice tedesca
- 1962 - Satoru Nishizono, scrittore e sceneggiatore giapponese
- 1962 - Didier Raboutou, arrampicatore francese
- 1962 - Chris Ramsey, allenatore di calcio e ex calciatore inglese
- 1962 - Luana Ravecca, scrittrice, fumettista e enigmista italiana
- 1962 - Darrell Roodt, regista, sceneggiatore e produttore cinematografico sudafricano
- 1962 - Ahmed Usman, ex calciatore e ex giocatore di calcio a 5 nigeriano
- 1963 - Alberto Angrisano, doppiatore italiano
- 1963 - Mark Bavaro, ex giocatore di football americano statunitense
- 1963 - Lloyd Eisler, ex pattinatore artistico su ghiaccio canadese
- 1963 - Obiageli Ezekwesili, attivista e politica nigeriana
- 1963 - Alessandro Garrone, imprenditore italiano
- 1963 - Gianluca Mosole, chitarrista italiano
- 1963 - Martin Popoff, giornalista, scrittore e critico musicale canadese
- 1963 - Michael Thamm, dirigente d'azienda tedesco
- 1964 - Silvia Bordiga, chimica italiana
- 1964 - Diane Haight, ex sciatrice alpina canadese
- 1964 - Trond Henriksen, allenatore di calcio e ex calciatore norvegese
- 1964 - Noriyuki Iwadare, compositore giapponese
- 1964 - Ajay Kakkar, chirurgo e politico britannico
- 1964 - Barry Larkin, giocatore di baseball statunitense
- 1964 - Ángel Martín González, dirigente sportivo e ex calciatore spagnolo
- 1964 - Thor André Olsen, allenatore di calcio e ex calciatore norvegese
- 1964 - Ken Sagoes, attore statunitense
- 1964 - L'Wren Scott, modella e stilista statunitense († 2014)
- 1964 - Félix Torres, ex calciatore paraguaiano
- 1965 - Paolo Benetti, allenatore di calcio e ex calciatore italiano
- 1965 - Jimmy Brown, ex tennista statunitense
- 1965 - Əli Kərimli, politico azero
- 1965 - Karl Logan, chitarrista statunitense
- 1965 - Tomo Mahorič, allenatore di pallacanestro sloveno
- 1965 - Erminia Mazzoni, politica italiana
- 1965 - Roland Ruepp, fondista, biatleta e paraciclista italiano
- 1965 - Eva Twardokens, ex sciatrice alpina statunitense
- 1966 - Jean-Luc Crétier, ex sciatore alpino francese
- 1966 - John Daly, golfista statunitense
- 1966 - Jackson Galaxy, attivista, scrittore e conduttore televisivo statunitense
- 1966 - Sándor Hódosi, ex canoista ungherese
- 1966 - Mostafa Madbouly, politico egiziano
- 1966 - Ali-Reza Pahlavi, iraniano († 2011)
- 1966 - Eleonora Palmas, ex cestista italiana
- 1966 - Too Short, rapper statunitense
- 1966 - Vegard Skogheim, allenatore di calcio e ex calciatore norvegese
- 1967 - Michel Andrieux, ex canottiere francese
- 1967 - Claes Bang, attore danese
- 1967 - Paola Barale, conduttrice televisiva, attrice e showgirl italiana
- 1967 - Earl Barrett, ex calciatore inglese
- 1967 - Roberto Cavallo De Robertis, ex calciatore venezuelano
- 1967 - Marcelo Espina, allenatore di calcio e ex calciatore argentino
- 1967 - Melissa Fahn, doppiatrice, attrice teatrale e cantante statunitense
- 1967 - Jonathan Gilbert, attore televisivo statunitense
- 1967 - Dario Hübner, allenatore di calcio e ex calciatore italiano
- 1967 - Marco Perduca, politico italiano
- 1967 - Kari Wührer, attrice e cantante statunitense
- 1967 - Robert Žan, allenatore di sci alpino e ex sciatore alpino sloveno
- 1968 - Daisy Berkowitz, chitarrista statunitense († 2017)
- 1968 - Mark Carrier, ex giocatore di football americano statunitense
- 1968 - Óscar Castellanos, ex cestista e allenatore di pallacanestro messicano
- 1968 - Howard Donald, cantante, ballerino e disc jockey britannico
- 1968 - Claudio Pilutti, ex cestista italiano
- 1968 - Andrea Prencipe, economista italiano
- 1968 - Franthea Price, ex cestista statunitense
- 1968 - Benjamin Zulu, calciatore e giocatore di calcio a 5 zimbabwese († 2006)
- 1969 - Pier Silvio Berlusconi, imprenditore e dirigente d'azienda italiano
- 1969 - LeRon Ellis, ex cestista statunitense
- 1969 - Merlelynn Lange, ex cestista canadese
- 1969 - Blake Neely, compositore, arrangiatore e direttore d'orchestra statunitense
- 1969 - Mario Piazza, ex cestista e allenatore di pallacanestro italiano
- 1969 - Michele Richardson, ex nuotatrice nicaraguense
- 1969 - Ol'ga Sljusareva, ex pistard e ciclista su strada sovietica
- 1970 - Valeria Bruschi, sciatrice nautica italiana
- 1970 - Michele Cossato, dirigente sportivo e ex calciatore italiano
- 1970 - Jota Cuspinera, allenatore di pallacanestro e dirigente sportivo spagnolo
- 1970 - Richard Fromberg, ex tennista australiano
- 1970 - Michal Horňák, allenatore di calcio e ex calciatore ceco
- 1970 - Nicklas Lidström, ex hockeista su ghiaccio svedese
- 1970 - Volodymyr Mykytyn, allenatore di calcio e ex calciatore ucraino
- 1970 - Arturo Paglia, produttore cinematografico e attore italiano
- 1970 - Fred Sablan, musicista statunitense
- 1970 - Sead Seferović, allenatore di calcio e ex calciatore bosniaco
- 1970 - Diego Simeone, allenatore di calcio e ex calciatore argentino
- 1971 - Nikhil Advani, regista indiano
- 1971 - Julio Albino, ex calciatore uruguaiano
- 1971 - Markus Beyer, pugile tedesco († 2018)
- 1971 - David Borrelli, politico italiano
- 1971 - Hamish Carter, triatleta neozelandese
- 1971 - Chris Haggard, ex tennista sudafricano
- 1971 - Simbi Khali, attrice statunitense
- 1971 - General Levy, musicista britannico
- 1971 - Meredith McGrath, ex tennista statunitense
- 1971 - Daisuke Mori, infermiere e criminale giapponese
- 1971 - Bridget Moynahan, attrice e modella statunitense
- 1971 - Jaume Ponsarnau, allenatore di pallacanestro spagnolo
- 1971 - Chris Young, attore, regista e produttore cinematografico statunitense
- 1972 - Annalisa Accarino, ex cestista italiana
- 1972 - Csilla Auth, cantante ungherese
- 1972 - Stéphane Brosse, scialpinista francese († 2012)
- 1972 - Carrie Cunningham, ex tennista statunitense
- 1972 - Jean-Paul van Gastel, allenatore di calcio e ex calciatore olandese
- 1972 - Jason Dean Hall, attore, sceneggiatore e produttore cinematografico statunitense
- 1972 - Edwin Ifeanyi, ex calciatore camerunese
- 1972 - Michaela Imperatori, ex ginnasta italiana
- 1972 - Kōji Kondō, calciatore giapponese († 2003)
- 1972 - Sergio Massa, politico e avvocato argentino
- 1972 - Satoshi Sakumoto, allenatore di pallacanestro e ex cestista giapponese
- 1972 - Tønes, cantante norvegese
- 1972 - Wilmer Velásquez, ex calciatore honduregno
- 1972 - Violent J, rapper, wrestler e attore statunitense
- 1973 - Christiane Abenthung, ex sciatrice alpina austriaca
- 1973 - Massimo Enrico Baroni, politico italiano
- 1973 - Cho Jun-ho, ex calciatore sudcoreano
- 1973 - Marius Fausta, ex calciatore francese
- 1973 - Jorge Garcia, attore statunitense
- 1973 - Big Gipp, rapper statunitense
- 1973 - Mirko Guerrini, sassofonista, compositore e arrangiatore italiano
- 1973 - Ohene Kennedy, ex calciatore ghanese
- 1973 - Lee Byung-keun, ex calciatore sudcoreano
- 1973 - Francesco Saverio Marini, giurista italiano
- 1973 - Andrew Mehrtens, ex rugbista a 15 e allenatore di rugby a 15 neozelandese
- 1973 - Katia Mosconi, ex pattinatrice di short track italiana
- 1973 - Ian Murdock, informatico statunitense († 2015)
- 1973 - Vincent Mutale, ex calciatore zambiano
- 1973 - Francisco Palencia, allenatore di calcio e ex calciatore messicano
- 1973 - Pauleta, dirigente sportivo, allenatore di calcio e ex calciatore portoghese
- 1973 - Elisabeth Röhm, attrice tedesca
- 1973 - André Ulla, ex calciatore norvegese
- 1973 - Simo Valakari, allenatore di calcio e ex calciatore finlandese
- 1973 - Zhang Enhua, calciatore cinese († 2021)
- 1973 - Serge Zwikker, ex cestista olandese
- 1974 - Lorenzo Aragón, ex pugile cubano
- 1974 - Elena Arvigo, attrice e regista teatrale italiana
- 1974 - Marco Basile, attore italiano
- 1974 - Penélope Cruz, attrice e modella spagnola
- 1974 - Jeremy Davidson, ex rugbista a 15 e allenatore di rugby a 15 britannico
- 1974 - Margo Dydek, cestista e allenatrice di pallacanestro polacca († 2011)
- 1974 - Christos Germanos, ex calciatore cipriota
- 1974 - Fabio Jansen, regista, fotografo e viaggiatore italiano († 2023)
- 1974 - Branko Maksimović, allenatore di pallacanestro serbo
- 1974 - Dominic Matteo, ex calciatore scozzese
- 1974 - Emanuele Negrini, ex ciclista su strada italiano
- 1974 - Marcel Tschopp, ex maratoneta liechtensteinese
- 1975 - Fabrizio Bajec, poeta e drammaturgo francese
- 1975 - Jérôme Baptendier, ex sciatore alpino francese
- 1975 - Clesly Evandro Guimarães, ex calciatore brasiliano
- 1975 - Martin Lewis, ex cestista statunitense
- 1975 - José Luis Martí, allenatore di calcio e ex calciatore spagnolo
- 1975 - Michael Walchhofer, dirigente sportivo e ex sciatore alpino austriaco
- 1976 - Michael Carbonaro, attore e illusionista statunitense
- 1976 - Promoe, rapper e cantante svedese
- 1976 - Zoran Klemenčič, ex ciclista su strada sloveno
- 1976 - Joseph Ndo, ex calciatore camerunese
- 1976 - Adam Pine, ex nuotatore australiano
- 1976 - Arnold Rieder, ex sciatore alpino italiano
- 1976 - Milton Rodríguez, ex calciatore colombiano
- 1976 - Megumi Torigoe, ex calciatrice giapponese
- 1977 - Anders Blomqvist, ex calciatore svedese
- 1977 - Jorge Bolaño, calciatore e allenatore di calcio colombiano († 2025)
- 1977 - Fabrizio Buonocore, pallanuotista italiano
- 1977 - Carlos Cáceres, ex calciatore cileno
- 1977 - Josep Clotet Ruiz, allenatore di calcio spagnolo
- 1977 - Siân Melangell Dafydd, scrittrice e traduttrice gallese
- 1977 - Thorstein Helstad, calciatore norvegese
- 1977 - Laurent Mekies, ingegnere francese
- 1977 - Roniéliton Pereira Santos, ex calciatore brasiliano
- 1977 - Sergio Sánchez Sánchez, allenatore di calcio e ex calciatore spagnolo
- 1977 - Zeb Wells, fumettista, regista e sceneggiatore statunitense
- 1978 - Kazuto Aono, allenatore di pallacanestro e ex cestista giapponese
- 1978 - Germain Katanga, militare della Repubblica Democratica del Congo
- 1978 - Valentina Mari, doppiatrice e direttrice del doppiaggio italiana
- 1978 - Robert Oliveri, attore statunitense
- 1978 - Fernando Rapallini, arbitro di calcio argentino
- 1978 - Nate Richert, attore statunitense
- 1978 - Drew Scott, imprenditore e attore canadese
- 1978 - Emese Takács, schermitrice ungherese
- 1979 - Maider Esparza Elizalde, ex ginnasta spagnola
- 1979 - Scott Fujita, giocatore di football americano statunitense
- 1979 - Sofia Vitória, cantante portoghese
- 1979 - Pascal Johansen, ex calciatore francese
- 1979 - Markus Kiesenebner, procuratore sportivo e ex calciatore austriaco
- 1979 - Nikolče Noveski, ex calciatore macedone
- 1979 - Roman Rasskazov, ex marciatore russo
- 1979 - Ruth Riley, ex cestista statunitense
- 1980 - Christian Bäckman, ex hockeista su ghiaccio svedese
- 1980 - Johanna Debreczeni, cantante finlandese
- 1980 - Facundo Espinosa, attore argentino
- 1980 - Karolina Gočeva, cantante macedone
- 1980 - Josh Howard, ex cestista statunitense
- 1980 - Oksana Ljapina, ex ginnasta russa
- 1980 - Bradley Wiggins, ex ciclista su strada e pistard britannico
- 1981 - Jessica Alba, attrice e imprenditrice statunitense
- 1981 - Zal Batmanglij, regista e sceneggiatore statunitense
- 1981 - Ilary Blasi, conduttrice televisiva, showgirl e ex modella italiana
- 1981 - Dana Brožková, orientista ceca
- 1981 - Vencelas Dabaya, sollevatore camerunese
- 1981 - Shehab Kankone, calciatore kuwaitiano
- 1981 - Ai Morinaga, fumettista giapponese († 2019)
- 1981 - Catherine Reitman, attrice, produttrice televisiva e sceneggiatrice canadese
- 1981 - Alex Riley, ex wrestler e attore statunitense
- 1981 - Luca Tiezza, ex sciatore alpino italiano
- 1981 - Pietro Travagli, dirigente sportivo e ex rugbista a 15 italiano
- 1981 - Malcolm Treviño-Sitté, attore e modello equatoguineano
- 1981 - Andrea Volpi, politico italiano
- 1982 - Milutin Aleksić, ex cestista serbo
- 1982 - Diego Figueredo, calciatore paraguaiano
- 1982 - Angelo Frammartino, pacifista italiano († 2006)
- 1982 - Pablo González Yagüe, giornalista russo
- 1982 - Chris Kaman, ex cestista statunitense
- 1982 - David Lindgren, cantante svedese
- 1982 - Koel Mallick, attrice indiana
- 1982 - Dario Mansilla, ex cestista argentino
- 1982 - Stefano Seedorf, ex calciatore olandese
- 1982 - Harry Shum Jr., attore e ballerino costaricano
- 1982 - Heidi Solheim, cantante norvegese
- 1982 - Wendel Geraldo Maurício e Silva, ex calciatore brasiliano
- 1983 - Emily Azevedo, bobbista statunitense
- 1983 - Joshua Brookes, pilota motociclistico australiano
- 1983 - Ilian Evtimov, ex cestista bulgaro
- 1983 - David Freese, ex giocatore di baseball statunitense
- 1983 - Cocoa Fujiwara, fumettista giapponese († 2015)
- 1983 - Roger Johnson, allenatore di calcio e ex calciatore inglese
- 1983 - Noeki Klein, pallanuotista olandese
- 1983 - Adrian Komu, calciatore papuano († 2012)
- 1983 - Pappachan Pradeep, ex calciatore indiano
- 1983 - Rayden, rapper e produttore discografico italiano
- 1983 - Thomas Waldrom, ex rugbista a 15 neozelandese
- 1984 - Raimonds Gabrāns, ex cestista lettone
- 1984 - Victor Golovatenco, ex calciatore moldavo
- 1984 - Pedro Leal, rugbista a 15 portoghese
- 1984 - Chasan Mamtov, ex calciatore russo
- 1984 - Celso Halilo de Abdul, calciatore mozambicano
- 1984 - Simone Marzola, attore e doppiatore italiano
- 1984 - Deanna Miller, supermodella statunitense
- 1984 - Filippo Porcari, ex calciatore italiano
- 1984 - Lukáš Rešetár, ex giocatore di calcio a 5 ceco
- 1984 - Dmitrij Torbinskij, ex calciatore russo
- 1984 - Victoria Bedos, sceneggiatrice, attrice e scrittrice francese
- 1984 - Ayuru Ōhashi, doppiatrice giapponese
- 1985 - Brandon Baker, attore statunitense
- 1985 - Nausicaa Bonnín, attrice spagnola
- 1985 - José Leonardo Cáceres, calciatore paraguaiano
- 1985 - Kimberly Derrick, pattinatrice di short track statunitense
- 1985 - Andrij Djačkov, pallavolista ucraino
- 1985 - Alizée Gaillard, modella svizzera
- 1985 - Joffre Guerrón, ex calciatore ecuadoriano
- 1985 - Lucas Jakubczyk, velocista tedesco
- 1985 - Mathilde Johansson, ex tennista francese
- 1985 - Jhonny Perozo, calciatore venezuelano († 2014)
- 1985 - Renato Eduardo de Oliveira Ribeiro, ex calciatore brasiliano
- 1985 - Sebastián Rusculleda, ex calciatore argentino
- 1985 - Einar Solberg, cantante e tastierista norvegese
- 1986 - Alessandro Gattafoni, atleta italiano
- 1986 - Dillon Gee, ex giocatore di baseball statunitense
- 1986 - Ivett Gonda, ex taekwondoka canadese
- 1986 - Edin Junuzović, ex calciatore croato
- 1986 - David Krejčí, hockeista su ghiaccio ceco
- 1986 - DTH van der Merwe, rugbista a 15 sudafricano
- 1986 - Hirotsugu Nakabayashi, calciatore giapponese
- 1986 - Adis Nurković, ex calciatore bosniaco
- 1986 - Chamberlain Oguchi, ex cestista nigeriano
- 1986 - Jennifer Palm Lundberg, modella svedese
- 1986 - Barbara Pierre, velocista haitiana
- 1986 - Martynas Pocius, ex cestista lituano
- 1986 - Keri Sable, ex attrice pornografica statunitense
- 1986 - Ryan Saunders, allenatore di pallacanestro statunitense
- 1986 - Guilherme Siqueira, ex calciatore brasiliano
- 1986 - Lawrence Trent, scacchista britannico
- 1986 - Jenna Ushkowitz, attrice, cantante e produttrice teatrale sudcoreana
- 1986 - Tom Van Hyfte, ex calciatore belga
- 1986 - Ernest Webnje Nfor, ex calciatore camerunese
- 1986 - Jumar José da Costa Júnior, ex calciatore brasiliano
- 1987 - Ryan Adeleye, ex calciatore statunitense
- 1987 - Herbert Barrera, ex calciatore salvadoregno
- 1987 - Rafał Buszek, pallavolista polacco
- 1987 - Ryan Conroy, ex calciatore scozzese
- 1987 - Daequan Cook, ex cestista statunitense
- 1987 - Stephanie Corneliussen, attrice e modella danese
- 1987 - Simon Cox, ex calciatore irlandese
- 1987 - Vijessna Ferkic, attrice tedesca
- 1987 - Drew Gulak, wrestler statunitense
- 1987 - Gaël Jimenez, giocatore di football americano svizzero
- 1987 - Bradley Johnson, ex calciatore inglese
- 1987 - Ruslan Judzjankoŭ, calciatore bielorusso
- 1987 - Leiomy Maldonado, danzatrice statunitense
- 1987 - Hernán Menosse, calciatore uruguaiano
- 1987 - Konstantin Plužnikov, ginnasta russo
- 1987 - Anna Poslavska, modella ucraina
- 1987 - Samantha Ruth Prabhu, attrice indiana
- 1987 - Andrija Prlainović, pallanuotista serbo
- 1987 - Chris Prosinski, ex giocatore di football americano statunitense
- 1987 - Daniel Rahimi, hockeista su ghiaccio svedese
- 1987 - Robin Schulz, disc jockey e produttore discografico tedesco
- 1987 - Zoran Tošić, ex calciatore serbo
- 1987 - Anja Trišić, nuotatrice croata
- 1987 - Cato Valøy, giocatore di calcio a 5 e calciatore norvegese
- 1988 - Emiliano Alfaro, allenatore di calcio e ex calciatore uruguaiano
- 1988 - Niclas Andersén, hockeista su ghiaccio svedese
- 1988 - Jonathan Biabiany, calciatore francese
- 1988 - Federico Fedele, giocatore di calcio a 5 uruguaiano
- 1988 - Matteo Gariglio, arbitro di calcio italiano
- 1988 - Jan Hanuš, calciatore ceco
- 1988 - Spencer Hawes, ex cestista statunitense
- 1988 - Emma Hewitt, cantante e compositrice australiana
- 1988 - Juan Manuel Mata, calciatore spagnolo
- 1988 - Marika Popowicz-Drapała, velocista polacca
- 1988 - Reto Schenkel, ex velocista svizzero
- 1988 - Camila Vallejo, politica e attivista cilena
- 1989 - Esteban Alvarado, calciatore costaricano
- 1989 - Gabriele Angella, calciatore italiano
- 1989 - Tamara Apostolico, ex discobola italiana
- 1989 - Kenjon Barner, giocatore di football americano statunitense
- 1989 - Sylwester Bednarek, altista polacco
- 1989 - Ruud Boymans, ex calciatore olandese
- 1989 - Maximiliano Coronel, calciatore argentino
- 1989 - Erik Dahlin, ex calciatore svedese
- 1989 - Krista Doebel-Hickok, ex ciclista su strada statunitense
- 1989 - Miriam Giovanelli, attrice e modella italiana
- 1989 - Kim Sung-kyu, cantautore, cantante e attore sudcoreano
- 1989 - Jelena Milovanović, cestista serba
- 1989 - Misato Nakamura, judoka giapponese
- 1989 - Anestīs Nastos, calciatore greco
- 1989 - Pedro Pareja Duque, ex calciatore spagnolo
- 1989 - Emil Salomonsson, ex calciatore svedese
- 1989 - Carlos Alberto Valencia, ex calciatore colombiano
- 1990 - Robbert Andringa, pallavolista olandese
- 1990 - Anton Braun, canottiere tedesco
- 1990 - Adaora Elonu, cestista statunitense
- 1990 - Christian von Fintel, cestista tedesco
- 1990 - Riccardo Gagliolo, calciatore italiano
- 1990 - Barbora Lukáčová, ex sciatrice alpina slovacca
- 1990 - Viktor Lőrincz, lottatore ungherese
- 1990 - Andrea Manici, ex rugbista a 15 italiano
- 1990 - Ryan Olander, ex cestista e allenatore di pallacanestro statunitense
- 1990 - Nōntas Papantōniou, cestista greco
- 1990 - Sean Renfree, giocatore di football americano statunitense
- 1990 - Gwendolyn Rucker, pallavolista e ex cestista statunitense
- 1990 - Kateřina Sedláková, ex cestista ceca
- 1990 - Roberta Ratzke, pallavolista brasiliana
- 1990 - James Southerland, cestista statunitense
- 1990 - Tumaini Steede, calciatore bermudiano († 2012)
- 1990 - Chelsea Stewart, ex calciatrice canadese
- 1991 - Aleisha Allen, attrice statunitense
- 1991 - Goran Brkić, calciatore serbo
- 1991 - Ardian Bujupi, cantante tedesco
- 1991 - Fábio Ayres, calciatore brasiliano
- 1991 - Ryunosuke Haga, judoka giapponese
- 1991 - Vjačeslav Krasil'nikov, giocatore di beach volley russo
- 1991 - Cheslie Kryst, modella statunitense († 2022)
- 1991 - Mohamed Ali Moncer, calciatore tunisino
- 1991 - Raphael Raduzzi, politico italiano
- 1991 - Maicol Rastelli, fondista italiano
- 1991 - Miguel Sansores, calciatore messicano
- 1991 - Katja Schroffenegger, calciatrice italiana
- 1991 - Oleksandr Skičko, comico, conduttore televisivo e politico ucraino
- 1991 - Laura Vihervä, ginnasta finlandese
- 1991 - Christian Watford, ex cestista statunitense
- 1991 - Jakob Čebašek, cestista sloveno
- 1991 - Daniel Łukasik, ex calciatore polacco
- 1992 - Jonas Aguenier, pallavolista francese
- 1992 - Christabelle Borg, cantante e conduttrice televisiva maltese
- 1992 - Blake Bortles, ex giocatore di football americano statunitense
- 1992 - David Bosa, pattinatore di velocità su ghiaccio italiano
- 1992 - Raphaël Éric Messi Bouli, calciatore camerunese
- 1992 - Ana Yancy Clavel, modella salvadoregna
- 1992 - Hassane Fofana, ostacolista italiano
- 1992 - Leonardo Gatto, calciatore italiano
- 1992 - Juan Diego Gutiérrez, ex calciatore peruviano
- 1992 - Rima Hassan, politica, giurista e attivista palestinese
- 1992 - Michal Janec, calciatore slovacco
- 1992 - Iacopo Melio, giornalista, scrittore e politico italiano
- 1992 - Oleksandr Nasonov, calciatore ucraino
- 1992 - Jitka Nováčková, modella ceca
- 1992 - Olivia Ross, attrice britannica
- 1992 - Emani Sims, pallavolista statunitense
- 1992 - Ram Strauss, ex calciatore israeliano
- 1992 - Dennis Villanueva, calciatore filippino
- 1992 - Tony Yoka, pugile francese
- 1992 - Kōtarō Ōmori, calciatore giapponese
- 1993 - Jessica Ashwood, nuotatrice australiana
- 1993 - Benjamin Ayesu-Attah, velocista canadese
- 1993 - Oscar Barreto, calciatore colombiano
- 1993 - Jonathan Caicedo, ciclista su strada ecuadoriano
- 1993 - Matt Chapman, giocatore di baseball statunitense
- 1993 - Maude Charron, sollevatrice canadese
- 1993 - Kaori Iwabuchi, saltatrice con gli sci giapponese
- 1993 - Grady Jarrett, giocatore di football americano statunitense
- 1993 - Dzenis Kozica, calciatore svedese
- 1993 - Luiz Eduardo Felix da Costa, calciatore brasiliano
- 1993 - Gonzalo Mastriani, calciatore uruguaiano
- 1993 - Jairo Molina, calciatore colombiano
- 1993 - Jorge Ortí, ex calciatore spagnolo
- 1993 - Nehuén Paz, calciatore argentino
- 1993 - Eduardo Pérez, calciatore messicano
- 1993 - Abdullah Al-Naqbi, calciatore emiratino
- 1993 - Giorgia Russo, sollevatrice italiana
- 1993 - Moreno Rutten, calciatore olandese
- 1993 - Eva Samková, snowboarder ceca
- 1993 - Xandro Schenk, calciatore olandese
- 1993 - Riyadh Sharahili, calciatore saudita
- 1993 - Mattia Sprocati, ex calciatore italiano
- 1993 - Jordy Tutuarima, calciatore olandese
- 1994 - Rajwa Al Saif, principessa saudita
- 1994 - Jesse van Bezooijen, ex calciatore olandese
- 1994 - Corrado Bianconi, cestista italiano
- 1994 - Izzy Bizu, cantautrice britannica
- 1994 - Alexandra Burghardt, velocista e bobbista tedesca
- 1994 - Andrijana Cvitković, cestista croata
- 1994 - Miloš Degenek, calciatore australiano
- 1994 - Thomas Gilman, lottatore statunitense
- 1994 - Cansu Köksal, cestista turca
- 1994 - Melissa Lawley, calciatrice inglese
- 1994 - Darius Lewis, giocatore di football americano statunitense
- 1994 - Earvin Morris, cestista statunitense
- 1994 - Carlotta Moscia, calciatrice italiana
- 1994 - Cvetelina Najdenova, ginnasta bulgara
- 1994 - Mikaela Neaze Silva, personaggio televisivo, ballerina e attrice italiana
- 1994 - Thales Oleques, calciatore brasiliano
- 1994 - Paolo Persoglia, judoka sammarinese
- 1994 - Lívia Pillmann, modella e attrice ungherese
- 1994 - Claudio Pombo, calciatore argentino
- 1994 - Stefan Schimmer, calciatore tedesco
- 1994 - Mina Tanaka, calciatrice giapponese
- 1994 - Uilson, ex calciatore brasiliano
- 1994 - Floriano Vanzo, ex calciatore belga
- 1994 - Jomal Williams, calciatore trinidadiano
- 1995 - Marie-Yasmine Alidou, calciatrice canadese
- 1995 - Andrea Mitchell D'Arrigo, nuotatore statunitense
- 1995 - Leonardo Godoy, calciatore argentino
- 1995 - Alexander Graham, nuotatore australiano
- 1995 - Tim Kempton, ex cestista statunitense
- 1995 - Morten Knudsen, calciatore danese
- 1995 - Melanie Martinez, cantautrice statunitense
- 1995 - Mara Sattei, cantante italiana
- 1995 - Roberto Pérez, pallavolista portoricano
- 1995 - Igor Rabello, calciatore brasiliano
- 1995 - Sean Sabetkar, ex calciatore svedese
- 1995 - Leonai, calciatore brasiliano
- 1995 - Lương Xuân Trường, calciatore vietnamita
- 1995 - Rômulo, calciatore brasiliano
- 1996 - Birnir, rapper islandese
- 1996 - Fabricio Bustos, calciatore argentino
- 1996 - Luana Bühler, calciatrice svizzera
- 1996 - Aaron Epps, cestista statunitense
- 1996 - Bojan Kovačević, calciatore serbo
- 1996 - Tony Revolori, attore statunitense
- 1996 - Nicolas Stettler, calciatore svizzero
- 1996 - Almamy Touré, calciatore maliano
- 1997 - Amaia Aberasturi, attrice, ballerina e modella spagnola
- 1997 - Kevin Balanta, calciatore colombiano
- 1997 - Chang Hao, nuotatrice artistica cinese
- 1997 - Moses Ebiye, calciatore nigeriano
- 1997 - André Höflich, snowboarder tedesco
- 1997 - Ignacio Méndez, calciatore argentino
- 1997 - Keven Schlotterbeck, calciatore tedesco
- 1997 - Denzel Ward, giocatore di football americano statunitense
- 1997 - Santiago Yusta, cestista spagnolo
- 1998 - Ruthy Hebard, cestista statunitense
- 1998 - Khalid Kareem, giocatore di football americano statunitense
- 1998 - Moritz Kwarteng, calciatore tedesco
- 1998 - Azor Matusiwa, calciatore olandese
- 1998 - Brian Nievas, calciatore argentino
- 1998 - Bryce Nunnelly, giocatore di football americano statunitense
- 1998 - Pernambuco, calciatore brasiliano
- 1998 - Bram Schwarz, canottiere olandese
- 1998 - Seth Sincere, calciatore nigeriano
- 1998 - Wagner Augusto Guimarães dos Santos, calciatore brasiliano
- 1999 - Serkan Asan, calciatore turco
- 1999 - Tomáš Bárta, ciclista su strada e pistard ceco
- 1999 - Christian Capone, calciatore italiano
- 1999 - Valdimar Þór Ingimundarson, calciatore islandese
- 1999 - Amir Kahrimanović, calciatore croato
- 1999 - Andrij Kulakov, calciatore ucraino
- 1999 - KZ Okpala, cestista statunitense
- 1999 - Silje Opseth, saltatrice con gli sci norvegese
- 1999 - Antonio Puppio, ex ciclista su strada italiano
- 1999 - Lorenzo Sperotto, pallavolista italiano
- 1999 - Alex Vigo, calciatore argentino
- 1999 - István Váncza, lottatore ungherese
- 2000 - Ousseni Bouda, calciatore burkinabé
- 2000 - Felipe Cairus, calciatore uruguaiano
- 2000 - Ellie Carpenter, calciatrice australiana
- 2000 - Victoria De Angelis, bassista e disc jockey italiana
- 2000 - Andreas Ilves, combinatista nordico estone
- 2000 - Marius Iosipoi, calciatore moldavo
- 2000 - Emil Kornvig, calciatore danese
- 2000 - Nathan Kuta, cestista olandese
- 2000 - Anni Kärävä, sciatrice freestyle finlandese
- 2000 - Brian Leizza, calciatore argentino
- 2000 - Marta Murru, nuotatrice artistica italiana
- 2000 - Jayden Reed, giocatore di football americano statunitense
- 2000 - Ella Rutherford, calciatrice inglese
- 2000 - Eldar Šehić, calciatore bosniaco

## XXI secolo(37)
- 2001 - Loïc Bettendorff, ciclista su strada, ciclocrossista e mountain biker lussemburghese
- 2001 - Anthony Bradford, giocatore di football americano statunitense
- 2001 - Kai Cipot, calciatore sloveno
- 2001 - Mohamed El Maghrabi, calciatore egiziano
- 2001 - Madeleine Harris, attrice britannica
- 2001 - Grace Henderson, sciatrice freestyle statunitense
- 2001 - Franco Ibarra, calciatore argentino
- 2001 - Shūhei Kawasaki, calciatore giapponese
- 2001 - Raymond Richards, altista giamaicano
- 2001 - Laura Rogora, arrampicatrice italiana
- 2001 - Bruno Santos Ventura, calciatore portoghese
- 2001 - Nicole Sciberras, calciatrice maltese
- 2001 - Alessandro Tosi, calciatore sammarinese
- 2001 - Geōrgios Vrakas, calciatore greco
- 2001 - Fábio Ronaldo, calciatore portoghese
- 2002 - Hussein Amer, calciatore iracheno
- 2002 - Michele Besaggio, calciatore italiano
- 2002 - Pablo Cuñat, calciatore spagnolo
- 2002 - Nico Gordon, calciatore montserratiano
- 2002 - Sebastián da Silva, calciatore uruguaiano
- 2003 - Zafarmurod Abdurahmatov, calciatore uzbeko
- 2003 - Admir Bristrić, calciatore bosniaco
- 2003 - Daniel Edelman, calciatore statunitense
- 2003 - Rafik Messali, calciatore algerino
- 2003 - Jaroslav Michajlov, calciatore russo
- 2003 - Tomás Palacios, calciatore argentino
- 2003 - Anastasija Sergeeva, ex ginnasta russa
- 2003 - Zhuang Yushan, pallavolista cinese
- 2003 - Nathan Zsombor-Murray, tuffatore canadese
- 2004 - Noah Allen, calciatore statunitense
- 2004 - Oona Sevenius, calciatrice finlandese
- 2004 - Victor Gabriel, calciatore brasiliano
- 2005 - Rodrigo Ribeiro, calciatore portoghese
- 2005 - Désirée Spinelli, rugbista a 15 italiana
- 2006 - Gustavo Albarracín, calciatore argentino
- 2006 - Kiawentiio, attrice canadese
- 2006 - Lucas Ferreira, calciatore brasiliano